# OLIG1
OLIG1 (англ. Oligodendrocyte transcription factor 1) – білок, який кодується однойменним геном, розташованим у людей на короткому плечі 21-ї хромосоми. Довжина поліпептидного ланцюга білка становить 271 амінокислот, а молекулярна маса — 27 905.
| 10         |  | 20         |  | 30         |  | 40         |  | 50         |
| ---------- |  | ---------- |  | ---------- |  | ---------- |  | ---------- |
| MYYAVSQARV |  | NAVPGTMLRP |  | QRPGDLQLGA |  | SLYELVGYRQ |  | PPSSSSSSTS |
| STSSTSSSST |  | TAPLLPKAAR |  | EKPEAPAEPP |  | GPGPGSGAHP |  | GGSARPDAKE |
| EQQQQLRRKI |  | NSRERKRMQD |  | LNLAMDALRE |  | VILPYSAAHC |  | QGAPGRKLSK |
| IATLLLARNY |  | ILLLGSSLQE |  | LRRALGEGAG |  | PAAPRLLLAG |  | LPLLAAAPGS |
| VLLAPGAVGP |  | PDALRPAKYL |  | SLALDEPPCG |  | QFALPGGGAG |  | GPGLCTCAVC |
| KFPHLVPASL |  | GLAAVQAQFS |  | K          |  |            |  |            |

A: Аланін

C: Цистеїн

D: Аспарагінова кислота

E: Глутамінова кислота

F: Фенілаланін

G: Гліцин

H: Гістидин

I: Ізолейцин

K: Лізин

L: Лейцин

M: Метіонін

N: Аспарагін

P: Пролін

Q: Глутамін

R: Аргінін

S: Серин

T: Треонін

V: Валін

Кодований геном білок за функцією належить до білків розвитку. 
Задіяний у таких біологічних процесах, як транскрипція, регуляція транскрипції. 
Білок має сайт для зв'язування з ДНК. 
Локалізований у ядрі.